# Hirut Meshesha
Hirut Meshesha Mero, née le 20 janvier 2001, est une athlète éthiopienne.

## Carrière
Hirut Meshesha termine troisième de la finale du 800 mètres aux Championnats du monde d'athlétisme jeunesse 2017 à Nairobi.
L'athlète éthiopienne est médaillée d'or du 800 mètres aux Jeux africains de la jeunesse de 2018 à Alger ainsi qu'aux Jeux africains de 2019 à Rabat.
Elle remporte aussi la médaille d'argent en finale du 800 mètres aux Championnats d'Afrique juniors d'athlétisme 2019 à Abidjan et la médaille de bronze du 800 mètres aux Jeux olympiques de la jeunesse de 2018 à Buenos Aires.